# Uiezja
Uiezja (en rus: Уезжа) és un poble de l'óblast de Nóvgorod, a Rússia, segons el cens del 2011 tenia 22 habitants.